# جودت سونای
جودت سونای (انگلیسی: Cevdet Sunay؛ ۱۰ فوریه ۱۸۹۹ – ۲۲ مهٔ ۱۹۸۲) یک سیاست‌مدار اهل ترکیه بود.

## اوایل زندگی و حرفه
سونای در سال ۱۸۹۹ در ترابزون ، در امپراتوری عثمانی متولد شد. وی پس از گذراندن دوره ابتدایی و راهنمایی در ارزروم و ادرنه ، از دبیرستان نظامی کوللی در استانبول فارغ‌التحصیل شد. در طول جنگ جهانی اول ، او در سال ۱۹۱۷ در جبهه فلسطین جنگید و در سال ۱۹۱۸ به اسیر جنگ انگلیسی ها در مصر درآمد. پس از آزادی ، در جنگ استقلال ترکیه ابتدا در جبهه جنوب ، سپس در جبهه غرب جنگید .
سونای تحصیلات نظامی خود را در سال ۱۹۲۷ به پایان رساند و در سال ۱۹۳۰ به عنوان افسر ستاد از دانشکده کارکنان فارغ‌التحصیل شد. وی با صعود درجات برای ژنرال شدن در سال ۱۹۴۹ و سپس ژنرال چهار ستاره در سال ۱۹۵۹ ، پست های مهم نظامی را بر عهده داشت. در سال ۱۹۶۰ ، او به عنوان رئیس ارتش و بعداً به عنوان رئیس ستاد مشترک منصوب شد. در ۱۴  مارس ۱۹۶۶ ، تحت شرایط ریاست جمهوری وی توسط کمال گورسل به مجلس سنا منصوب شد. 
هنگامی که ریاست جمهوری گورسل به دلیل بیماری نامناسب مطابق با قانون اساسی خاتمه یافت ، Cevdet Sunay در ۲۸ مارس ۱۹۶۶ توسط مجمع بزرگ ملی ترکیه به عنوان پنجمین رئیس جمهور انتخاب شد. او علیرغم افزایش فعالیت های تروریستی ، شورش های  دانشجویی و تهدید به کودتا دفتر خود را حفظ کرد. وی مدت هفت سال قانون‌ اساسی را تا ۲۸ مارس ۱۹۷۳ گذراند و سپس سناتور دائمی شد.
وی در سال ۱۹۲۹ با آتفت ازدواج کرد. آنها سه فرزند داشتند.

## مرگ
جودت سونای در ۲۲مه ۱۹۸۲ در استانبول بر اثر حمله قلبی درگذشت. جسد وی در اوت ۱۹۸۸به محل دفن دائمی در قبرستان دولت تازه تاسیس ترکیه در آنکارا منتقل شد.